# Rogulje (Pakrác)
Rogulje (1910 és 1981 között Rogulje Zabrdske) falu Horvátországban Pozsega-Szlavónia megyében. Közigazgatásilag Pakráchoz tartozik.

## Fekvése
Pozsegától légvonalban 26, közúton 35 km-re északnyugatra, községközpontjától légvonalban 14, közúton 21 km-re keletre, Nyugat-Szlavóniában, a Psunj-hegység északi részén, a Mala Orlovica-patak völgyében fekszik.

## Története
A falu területe már a középkorban is lakott volt, ezt bizonyítják a határában található régészeti lelőhely leletei. A mai település török uralom idején keletkezett, amikor Boszniából érkezett pravoszláv vlachok betelepültek be ide. Nevét első lakóiról a Rogulić családról kaphatta. Első írásos említése 1698-ban „Rogulye” alakban 9 portával a török uralom alól felszabadított települések összeírásában történt. A 17. század végétől a török kiűzése után a területre folyamatosan telepítették be a keresztény lakosságot. Az első katonai felmérés térképén „Dorf Rogulo” néven találjuk. Lipszky János 1808-ban Budán kiadott repertóriumában „Rogulje” néven szerepel. Nagy Lajos 1829-ben kiadott művében „Rogulje” néven összesen 26 házzal és 175 ortodox vallású lakossal találjuk.
1857-ben 150, 1910-ben 268 lakosa volt. 1910-ben a népszámlálás adatai szerint lakosságának 89%-a szerb, 7%-a szlovén, 3%-a horvát anyanyelvű volt. Pozsega vármegye Pakráci járásának része volt. Az első világháború után 1918-ban az új szerb-horvát-szlovén állam, majd később (1929-ben) Jugoszlávia része lett. 1991-ben lakosságának 97%-a szerb nemzetiségű volt. A délszláv háború idején kezdettől fogva szerb ellenőrzés alatt volt. A horvát hadsereg 123. verőcei dandárjának alakulatai az Orkan ’91 hadművelet második szakaszában 1991. december 30-án foglalták vissza. Szerb lakossága nagyrészt elmenekült. 2011-ben már csak 3 állandó lakosa volt.

## Lakossága
| Lakosság változása | Lakosság változása | Lakosság változása | Lakosság változása | Lakosság változása | Lakosság változása | Lakosság változása | Lakosság változása | Lakosság változása | Lakosság változása | Lakosság változása | Lakosság változása | Lakosság változása | Lakosság változása | Lakosság változása | Lakosság változása |
| ------------------ | ------------------ | ------------------ | ------------------ | ------------------ | ------------------ | ------------------ | ------------------ | ------------------ | ------------------ | ------------------ | ------------------ | ------------------ | ------------------ | ------------------ | ------------------ |
| 1857               | 1869               | 1880               | 1890               | 1900               | 1910               | 1921               | 1931               | 1948               | 1953               | 1961               | 1971               | 1981               | 1991               | 2001               | 2011               |
| 150                | 152                | 128                | 152                | 180                | 268                | 254                | 287                | 239                | 250                | 216                | 130                | 81                 | 61                 | 12                 | 3                  |